# El que busca encuentra
El que busca encuentra es el título del álbum debut de estudio grabado por el banda de rock en español mexicana Elefante. Fue lanzado al mercado bajo el sello discográfico Sony Discos el 30 de octubre de 2001. 
El álbum El que busca encuentra obtuvo una nominación para el Premio Grammy Latino al Mejor Álbum de Rock Vocal Por Un Dúo o Grupo y "Así es la vida" fue nominado a la "Mejor Canción Rock" en la 3°. edición anual de los Premios Grammy Latinos celebrada el miércoles 18 de septiembre de 2002.
De este álbum se desprendieron 3 sencillos: "De la noche a la mañana", "Así es la vida" y "La qué se fue".

## Lista de canciones[4]
| El qué busca encuentra |                                     |                                                                                                  |          |  |
| N.º                    | Título                              | Escritor(es)                                                                                     | Duración |  |
| 1.                     | «De la noche a la mañana»           | Rafael López Arellano · Reyli Barba · Flavio López Arellano · Luis Portela · Iván Antonio Suarez | 4:18     |  |
| 2.                     | «El que Busca Encuentra»            | Reyli Barba                                                                                      | 4:22     |  |
| 3.                     | «Sin Pedirte Cuentas»               | Rafael López Arellano · Reyli Barba                                                              | 4:22     |  |
| 4.                     | «Gordito Tracks»                    | Rafael López Arellano · Reyli Barba                                                              | 3:39     |  |
| 5.                     | «La que se fue»                     | Rafael López Arellano · Reyli Barba                                                              | 4:23     |  |
| 6.                     | «Milagro de Amor»                   | Rafael López Arellano · Reyli Barba · Flavio López Arellano · Luis Portela · Iván Antonio Suárez | 4:55     |  |
| 7.                     | «Así es la Vida»                    | Rafael López Arellano · Reyli Barba                                                              | 5:12     |  |
| 8.                     | «Amores Prohibidos»                 | Rafael López Arellano · Reyli Barba                                                              | 4:07     |  |
| 9.                     | «Beatriz»                           | Reyli Barba                                                                                      | 4:37     |  |
| 10.                    | «Vamos»                             | Rafael López Arellano · Reyli Barba                                                              | 4:11     |  |
| 11.                    | «Caminar»                           | Rafael López Arellano                                                                            | 4:13     |  |
| 12.                    | «El país de la Sonrisa»             | Rafael López Arellano · Reyli Barba                                                              | 3:39     |  |
| 13.                    | «Así es la Vida (Versión acústica)» | Rafael López Arellano · Reyli Barba                                                              | 4:13     |  |

## Créditos y personal
- Reyli Barba - Vocales, coros, liricas, arreglos, guitarra acústica
- Rafael López Arellano - Guitarra eléctrica, harmónica, arreglos
- Flavio López Arellano "Ahis" - Guitarra acústica, arreglos
- Luis Portela "Gordito Tracks"- Bajo, teclados, arreglos
- Iván Antonio Suárez "Iguana"- Batería, arreglos

Músicos invitados
- José Covarrubias Ahedo - Percusiones
- Luis Contreras "Potro" - Teclados, guitarra eléctrica, arreglos
- Cutberto Pérez - Trompeta

Producción de Sony Music Entertainment México S.A. de C.V. Dirigida y realizada por Nacho Béjar entre diciembre de 2000 y febrero de 2001. Grabado en: Madrid (España) y México.